# The Yes Men

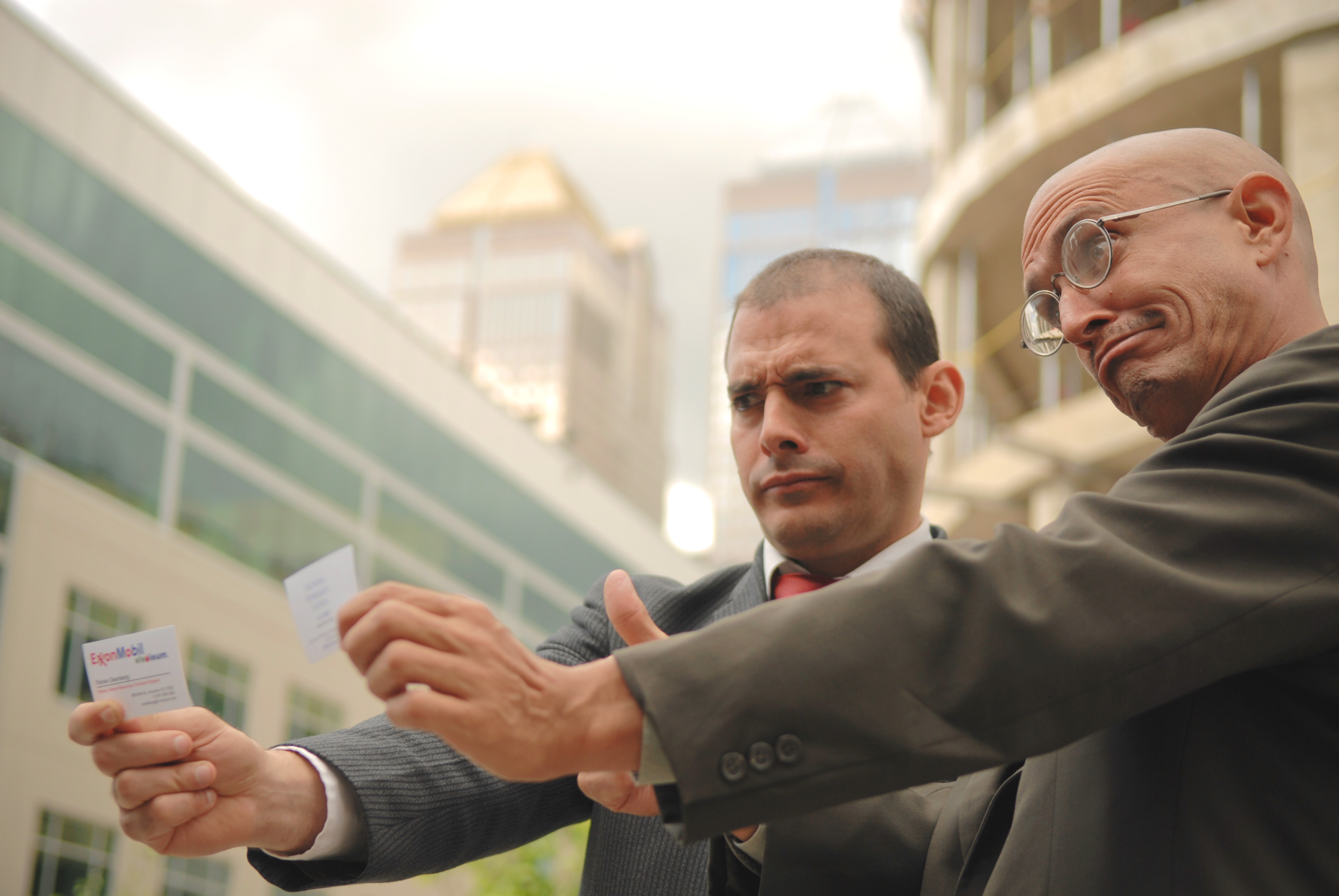
The Yes Men en 2007.

Les Yes Men (les  « béni-oui-oui ») sont deux activistes américains qui dénoncent le libéralisme par la caricature et le canular. Le duo est constitué de Jacques Servin et Igor Vamos (en), connus sous les pseudonymes d'Andy Bichlbaum et Mike Bonanno.
En se faisant passer pour des intervenants de l'OMC, ils ont entre autres prononcé des discours satiriques sur la privatisation du marché des votes et sur l'apologie de l'esclavage à domicile, lesquels n'ont pas suscité de réaction particulière de la part des spectateurs et participants présents, si ce n'est des remerciements.
Ils ont ensuite diversifié leurs cibles, parmi lesquelles George W. Bush et le groupe chimique Dow Chemical.
Le 12 novembre 2008, ils ont diffusé à cent mille exemplaires dans les rues de New York un faux numéro du New York Times titrant à la une « Iraq War Ends » (« La guerre d'Irak est finie »).

## Origine
« Yes-man » est une expression anglophone équivalente au français « béni-oui-oui ». Les Yes Men font partie des fondateurs du collectif activiste et artistique RTMark qui s'est fait connaître, en 1993, pour avoir échangé les boites vocales de 300 poupées Barbie et G.I. Joe avant de les remettre en magasin. En 1996, ils ont réussi à faire ajouter au jeu de simulation SimCopter (écoulé à 80 000 exemplaires) des hommes s'embrassant, au nez et à la barbe de la société créatrice Maxis.
Sous le nom de Yes Men, ils se sont fait remarquer avec le site gwbush.com, qui était une version légèrement modifiée du site de George W. Bush Jr, alors candidat à la présidence. Ce dernier avait commenté l'affaire en affirmant qu'il fallait limiter la liberté d'expression sur Internet.
Continuant dans le registre de l'imposture, ils utilisent l'ancien nom de l'OMC et créent le site gatt.org, suffisamment proche du site officiel pour leur valoir des propositions d'interventions à des conférences.

## Actions ciblant l'OMC
Les interventions sont filmées et distribuées commercialement.
Lors du sommet de l'OMC de mai 2000, à Salzbourg, en Autriche, Andy Bichlbaum intervient sous le nom de Andreas Bichlbauer et fait un exposé alarmiste.
Il se fait passer pour Hank Hardy Unruh au séminaire Textiles of the Future à Tampere en Finlande (août 2001) pour une intervention spectaculaire[Comment ?].

### Privatiser le marché des votes
Sujets abordés :
- L'éradication des coutumes au nom du libre-échange, en supprimant par exemple les siestes au milieu des horaires de bureau comme cela se fait dans certaines régions d'Espagne ou d'Italie par exemple.
- La perte de capitaux que représente l'investissement dans le système inefficace des campagnes électorales, et l'avantage que présenterait la vente aux enchères des votes (ancien site vote-auction.com).

Cette intervention ne provoqua pas de réaction particulière chez le public et récolta même quelques remerciements.

### La délocalisation plus rentable que l'esclavage
En 2001, un mail demande à gatt.org l'intervention de l'OMC à une conférence intitulée « Les textiles du futur » en Finlande, les Yes Men répondent à l'appel en poussant jusqu'au grotesque : l'abolition de l'esclavage fut une entrave à la liberté des confédérés. Ils continuent alors en précisant qu'elle aurait de toute façon fini par arriver naturellement. En effet l'esclave coûte cher car il faut le nourrir et l'habiller, alors qu'un employé délocalisé ne coûte qu'un maigre salaire. Aucune réaction ne se fait dans le public jusqu'à la présentation de l'AVE (Appendice de Visualisation des Employés), un accessoire en forme de phallus doré censé être un appareil permettant le contrôle et la soumission totale de l'esclave. Les seules réactions qui suivent sont des éclats de rire, sans que la supercherie ne soit découverte. Plus tard, une femme se dira extrêmement offensée du fait que l'outil ne soit présenté que sous une forme masculine.

### Le recyclage des excréments pour le tiers-monde
Devant l'absence de réaction des assemblées, les Yes Men décident de pousser le canular plus loin. Ils le testent sur des étudiants. Lors d'une présentation dans un amphithéâtre, ils distribuent des hamburgers puis énoncent la thèse suivante : la famine dans le tiers monde est un problème pour l'OMC car les personnes qui meurent de faim travaillent mal et produisent peu de richesses. L'OMC propose donc une solution économique : munir les pauvres en filtres permettant de recycler les excréments pour en faire de la nourriture. Ils expliquent qu'un partenariat s'est fait avec McDonald's et qu'il pourrait être judicieux de construire des pipelines important des pays riches la matière première.
Cette fois-ci, l'assemblée réagit, d'autant plus qu'elle apprend que les hamburgers qu'elle mange sont ces produits expérimentaux. Les Yes Men se font huer, quelqu'un élève la voix : « Monsieur, je ne nourrirais même pas mon chien avec ça, et c'est à des êtres humains que vous voulez donner ça ! »
Les Yes Men concluent de ces expériences que les étudiants sont plus intelligents que les précédents parterres de gens qu'une éducation néolibérale a rendu dociles ou inattentifs à n'importe quelle idée qui leur est proposée.

### La fin de l'OMC
Les Yes Men, voyant que le canular des excréments est trop gros, décident de le remplacer par un autre, dans la conférence de Sydney qu'ils préparent. À Sydney, ils expliquent que l'OMC a compris que la mondialisation qu'elle voulait avait pour conséquence majeure de fragiliser les plus faibles. Par conséquent, l'OMC va être dissoute pour laisser la place à un organisme qui s'assurera que les entreprises soient responsables envers tous les citoyens du monde.
L'assistance plébiscite la décision et émet même des suggestions pour la nouvelle organisation, comme celle de placer son siège dans un pays du Sud (certains pays ne peuvent pas se payer de bureaux à Genève, là où se trouve le siège de l'OMC). La presse relaie l'information provoquant des réactions auprès de réels responsables officiels, avant que l'OMC ne démente l'information.

## Autres cibles

### George W. Bush
En 2004, les Yes Men, « déguisés » en groupe indépendant appelant à la réélection de George W. Bush, nommé « Yes, Bush Can! » (« Oui, Bush peut le faire ! »), ont  parcouru les États-Unis dans une camionnette colorée pour, entre autres, encourager les gens à signer un « gage de patriotisme » par lequel ils se portaient volontaires pour accueillir près de chez eux un site de stockage des déchets nucléaires, à envoyer leurs enfants faire la guerre à l'étranger et à abandonner une partie de leurs droits constitutionnels, etc.

### Dow Chemical
Le 3 décembre 2004, vingtième anniversaire de la catastrophe de Bhopal, Andy Bichlbaum apparaît en direct sur la chaîne de télévision BBC World en affirmant s'appeler Jude Finisterra et être un porte-parole de Dow Chemical, géant américain de l'industrie chimique qui a absorbé en 2001 Union Carbide, une compagnie qui détenait 50,09 % de l'usine responsable de la catastrophe de Bhopal, laquelle a fait des dizaines de milliers de morts et d'invalides.
Sur leur faux site web de Dow, les Yes Men commencent par affirmer aussi clairement et nettement que possible que la Dow Chemical n'a en aucun cas l'intention de réparer les dommages de la catastrophe. La Dow est alors très critiquée et nie (tout comme la fausse Dow, celle des Yes Men) cette affirmation, mais sans prendre de mesure concrète. Les Yes Men décident donc d'augmenter la pression, « Jude Finisterra » annonçant à la télévision que Dow a prévu de vendre Union Carbide et d'utiliser les 12 milliards de dollars produits par cette vente pour fournir des soins médicaux aux victimes, nettoyer le site et financer des recherches sur les dangers des autres produits de la compagnie. En 23 minutes, la valeur en bourse de Dow chute de deux milliards de dollars. Cette fausse information est largement répercutée dans les médias pendant deux heures avant d'être démentie par Dow dans un communiqué de presse, ce qui provoque une couverture médiatique encore plus importante.

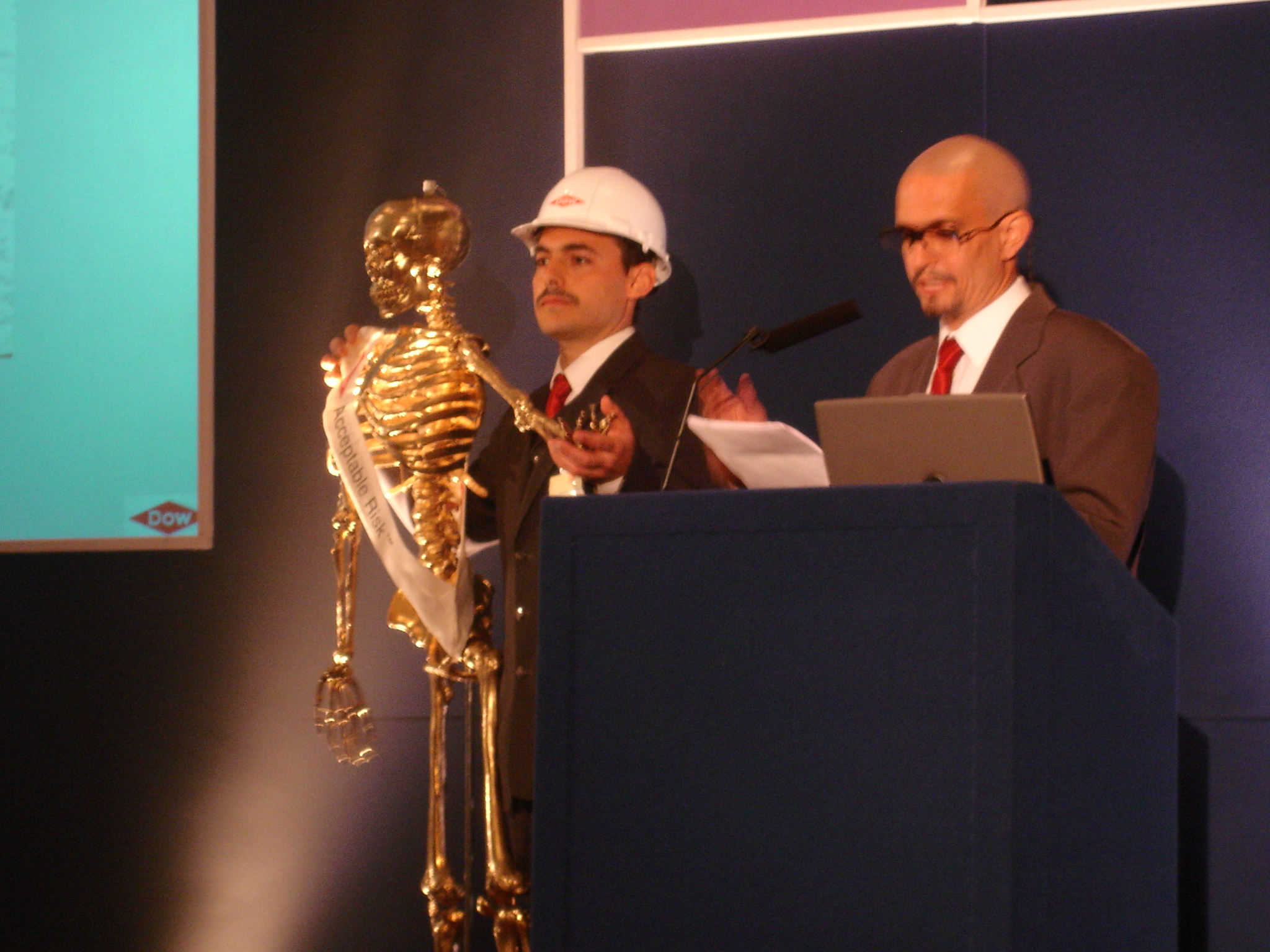
Les Yes Men présentent la mascotte Gilda le 28 avril 2005.

Le 28 avril 2005, lors d'une conférence à Londres devant environ 70 professionnels de la banque, Erastus Hamm, un soi-disant « représentant de Dow », dévoile un calculateur de risque acceptable : un logiciel prétendument capable de calculer, en fonction d'une multitude de paramètres (nationalité surtout), le nombre de morts qu'une entreprise peut faire avant que la situation ne lui devienne préjudiciable. Il présente de plus la mascotte du risque acceptable : un squelette doré grandeur nature nommé Gilda. La présentation, comme d'habitude totalement grotesque et dont l'animation saccadée prête à rire par son ridicule, montre un squelette doré faisant des pas de danse classique devant diverses photos comme celle du Taj Mahal.
Il explique alors le principe du « golden skeleton » : « quitte à avoir un squelette dans le placard, autant que ce soit un squelette doré ! », c'est-à-dire quitte à faire quelque chose de moralement préjudiciable entraînant la perte de vies humaines, autant que cela soit fait en vue de rapporter un maximum de profits. Il prend l'exemple de l'entreprise IBM qui, lors de la Seconde Guerre mondiale, fournissait aux nazis des technologies de bases de données afin d'aider à déporter les juifs : « une opération moralement critiquable, mais excellente pour le business », dont il encourage ensuite le principe sur cette base.
Il souligne ainsi les leçons que Dow-Chemical a su tirer de l'accident de Bhopal : au lieu d'éviter qu'une telle catastrophe ne se reproduise, mieux vaut faire en sorte qu'elle rapporte beaucoup d'argent la prochaine fois. De nombreux hauts-financiers lui demandent à la fin comment acheter ce logiciel.

### Ouragan Katrina
En 2005, après le passage de l'ouragan Katrina, Andy se fait passer pour un membre important du ministère du logement et annonce la réouverture de tous les logements sociaux. Le ministère du logement sera très mal à l'aise lorsqu'il devra démentir l'information.

### Patrick Balkany
Les Yes Men ont piégé Patrick Balkany en novembre 2005. Croyant être interviewé en direct par une chaîne de télévision américaine, le député UMP des Hauts-de-Seine affirme alors qu'« il n'y a pas de misère en France », que les pauvres « vivent très bien » et que les quelques sans-abri sont pour la plupart des gens « qui ont décidé une bonne fois pour toutes qu'ils étaient en marge de la société, qu'ils ne voulaient pas travailler ou qu'ils avaient été rejetés par la société ».

### Halliburton
Employant leur tactique habituelle, les Yes Men ont monté un faux site Web ressemblant à celui d'Halliburton, et ont reçu par cet intermédiaire, de la part de personnes confondant ce faux site avec l'officiel, une invitation à une conférence de professionnels de l'assurance se déroulant le 9 mai 2006. Les Yes Men s'y sont rendus en se faisant passer pour des porte-paroles d'Halliburton et ont commencé par mettre en garde leur auditoire contre le réchauffement de la planète avant de présenter une prétendue invention d'Halliburton, la SurvivaBall (boule de survie), un dispositif gonflable enveloppant destiné à protéger ceux qui l'utilisent des conséquences du réchauffement de la planète.
Sur les plans de coupe, la SurvivaBall est présentée comme un appareil portatif de survie et de confort intégrant de nombreux dispositifs de haute technologie ("son coût prohibitif ne la rendra accessible qu'aux plus riches"). En réalité, la SurvivaBall est tout simplement un costume gonflable faisant ressembler son porteur à une boule dont ne dépassent que les pieds, les mains et la tête. L'ensemble est taillé pour donner l'apparence d'un gros parasite (un pou) à son porteur. Ce genre de costume, utilisé d'ordinaire pour des jeux télévisés, est ensuite essayé de manière sérieuse par des financiers en pleine rue. En plus de donner une apparence totalement grotesque, ils sont parvenus à convaincre du caractère protecteur du costume (contre les rayonnements ionisants, etc.). L'auditoire n'a pas tiqué devant l'aspect ridicule de l'objet et l'aberration scientifique des propos.

### Le Pacte écologique
En mars 2007, les Yes Men se sont fait passer pour des journalistes politiques ultra-réactionnaires d'une télévision de Washington et ont interviewé plusieurs personnalités politiques françaises. Chaque fois, le présentateur, qui simule un duplex transatlantique (mais se trouve en fait dans une pièce voisine), présente au politicien un reportage factice dans lequel de grands industriels américains menacent de cesser d'investir en France si le pacte écologique de Nicolas Hulot venait à être mis en œuvre. Outre une menace sur 500 000 emplois, les journalistes américains proposent un plan industriel de transport de glace par avion vers le Groenland, faisant au passage miroiter le fait qu'Airbus pourrait être impliqué dans ce projet de pont aérien.
Trois hommes politiques français ont accepté de participer à l'interview : le député UMP de Paris Claude Goasguen, porte-parole de Nicolas Sarkozy, le député socialiste de Seine-Saint-Denis Claude Bartolone, soutien à Ségolène Royal, et enfin Jean-Marie Cavada, de l'UDF, qui soutenait à l'époque François Bayrou.
Jean-Marie Cavada, sans éventer le canular, soulève l'absurdité du projet de pont aérien de transport de glace et explique plutôt fermement à ses interlocuteurs américains les devoirs des États-Unis en matière d'écologie. Claude Bartolone de son côté pense que la France doit tenir tête aux Américains en la matière mais n'est pas choqué par le projet de transport de glace. Claude Goasguen ne tique pas sur le plan américain de refroidissement du Groenland, notant au passage que l'industrie parvient à inventer des solutions rémunératrices pour réparer ses propres bévues, et sous l'insistance du pseudo-journaliste, concède seulement que Nicolas Hulot n'est pas tout mais seulement une partie du futur, et tente de rassurer les hommes d'affaires américains en expliquant que Nicolas Hulot est un journaliste et non un homme politique.

### ExxonMobil

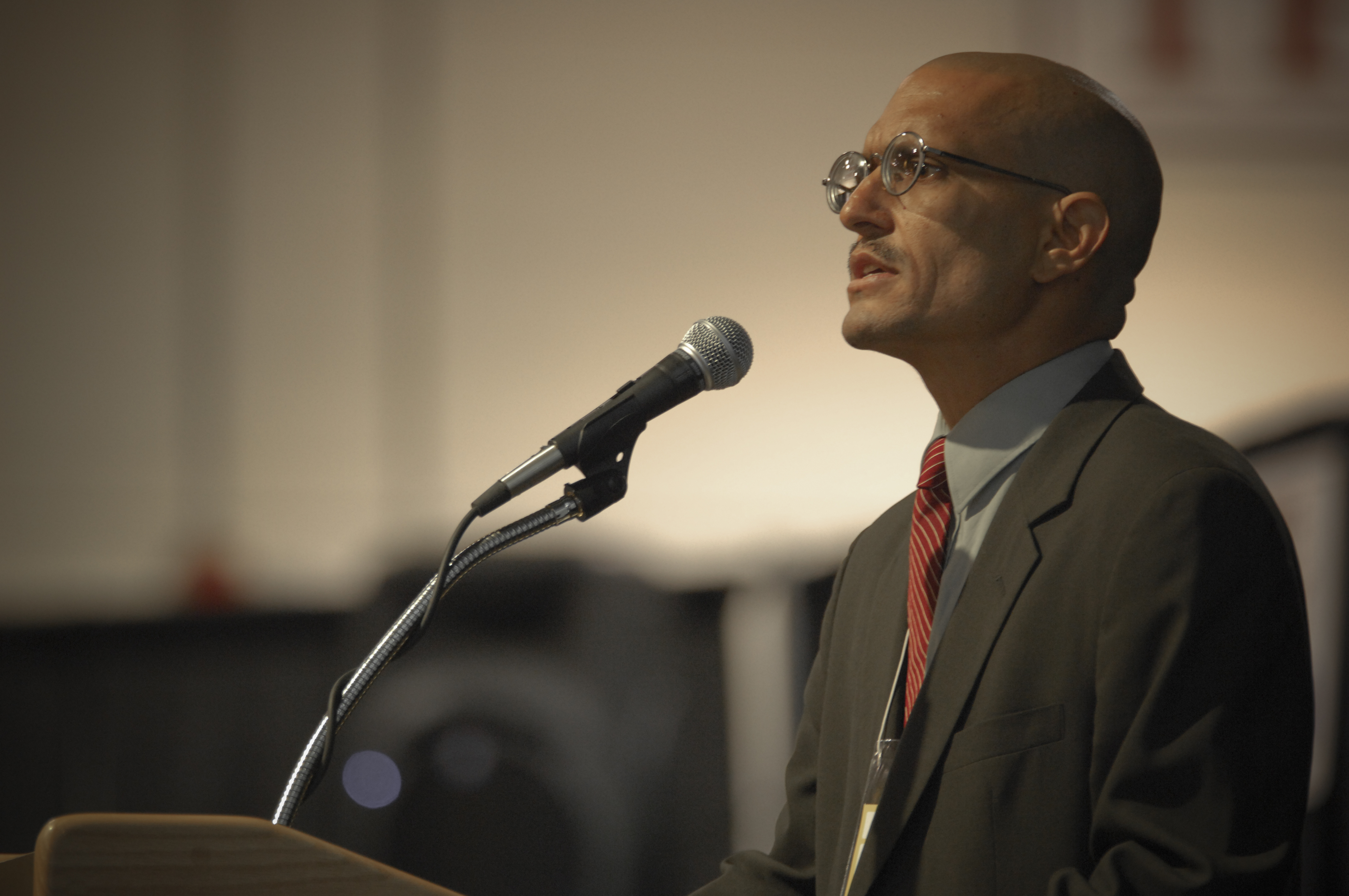
Jacques Servin présente le « Vivoleum » le 14 juin 2007.

Le 14 juin 2007, les Yes Men se font passer pour des représentants de ExxonMobil et du National Petroleum Council (NPC) lors de la plus grande conférence sur le pétrole du Canada (GO-EXPO). Devant plus de 300 représentants pétroliers, le NPC doit faire part de ses conclusions quant à une étude proposée par le secrétaire américain à l'énergie, Samuel W. Bodman.
Le NPC est dirigé par l'ancien président de ExxonMobil, Lee Raymond, qui est également à la tête de l'étude.
Lors de la présentation, le représentant de NPC annonce que les politiques actuelles américaines et canadiennes (notamment l'exploitation massive des sables bitumeux d'Alberta et le développement du charbon liquide) augmentent les risques de catastrophes planétaires. Mais il rassure l'audience, en expliquant que dans le pire des cas, l'industrie pétrolière pourrait continuer son activité (« keep fuel flowing ») en transformant les milliards de personnes qui meurent en pétrole.
Ce projet, appelé Vivoleum fonctionnerait en totale synergie avec l'extension continue de production de pétrole fossile.
Ils proposent alors à leur audience d'allumer des bougies fabriquées à partir d'un ancien employé d'ExxonMobil. Le public écoute avec attention, allume les bougies et ce n'est que lorsqu'apparaît une vidéo de cet employé, expliquant qu'il voulait être transformé en bougies après sa mort, qu'un responsable de l'événement intervient et les somme de quitter la scène.

### La chambre de commerce des États-Unis
Le 19 octobre 2009, les Yes Men, se faisant passer pour des représentants de la Chambre de commerce des États-Unis (US Chamber of Commerce), ont tenu une conférence de presse annonçant le revirement de l'organisme en faveur des politiques de lutte contre les changements climatiques.

### Le gouvernement canadien
Le 14 décembre 2009, en pleine Conférence de Copenhague sur le climat, un faux communiqué de presse est diffusé sur un site Internet imitant celui d'Environnement Canada. Il annonce un changement de cap de la politique canadienne en matière de réduction des gaz à effets de serre. On peut y visionner la vidéo d'une conférence de presse qui annonce une cible de réduction des émissions de 40 % d'ici 2020 par rapport au niveau de 1990. La position canadienne à ce moment est plutôt de 3 % pour la même période, et est décriée par les écologistes.
Le jour même, l'information est démentie par un autre site Internet similaire à celui d'Environnement Canada. Or, celui-ci est également un faux. Pour diffuser la nouvelle, un compte Twitter a été ouvert prétendument par le ministre de l'Environnement Jim Prentice. Un faux site web de la Conférence de Copenhague, un faux témoignage vidéo de félicitations de la part de l'Ouganda et un faux site web du Wall Street Journal ont également été créés pour corroborer la nouvelle.
L'annonce provoque la confusion dans la délégation canadienne et Dimitri Soudas, le porte-parole du Premier ministre canadien, accuse à tort l'écologiste Steven Guilbeault, présent sur les lieux, d'être à la source du canular.
En réaction, le gouvernement canadien fait illégalement fermer les sites incriminés, sans aucune décision de justice, en faisant pression sur l'hébergeur du site web. L'hébergeur étend la fermeture à 4 500 autres sites, hébergés sur le même bloc d'IP.

### Le gouvernement israélien
En 2009, les Yes Men participent au boycott culturel d'Israël et se retirent du festival du cinéma de Jérusalem,.

## Publications et films
Sur les conférences relatives à l'Organisation mondiale du commerce, sont sortis en France:
- un film, The Yes Men (2003) [20]
- un livre, Les Yes Men : comment démasquer (en s'amusant un peu) l'imposture néolibérale !, La Découverte, Paris, 2005.  (ISBN 2707145831).
- un deuxième film (2009), Les Yes Men refont le monde[21].
- un troisième film (2014), The Yes Men Are Revolting (en), consacré au changement climatique.